# Borowez

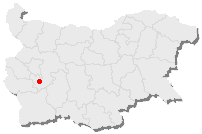
Lage von Borowez in Bulgarien

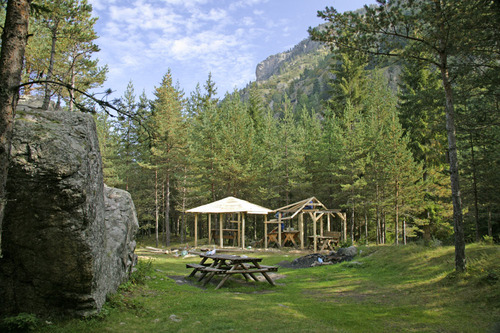
Bei Borowez im Sommer

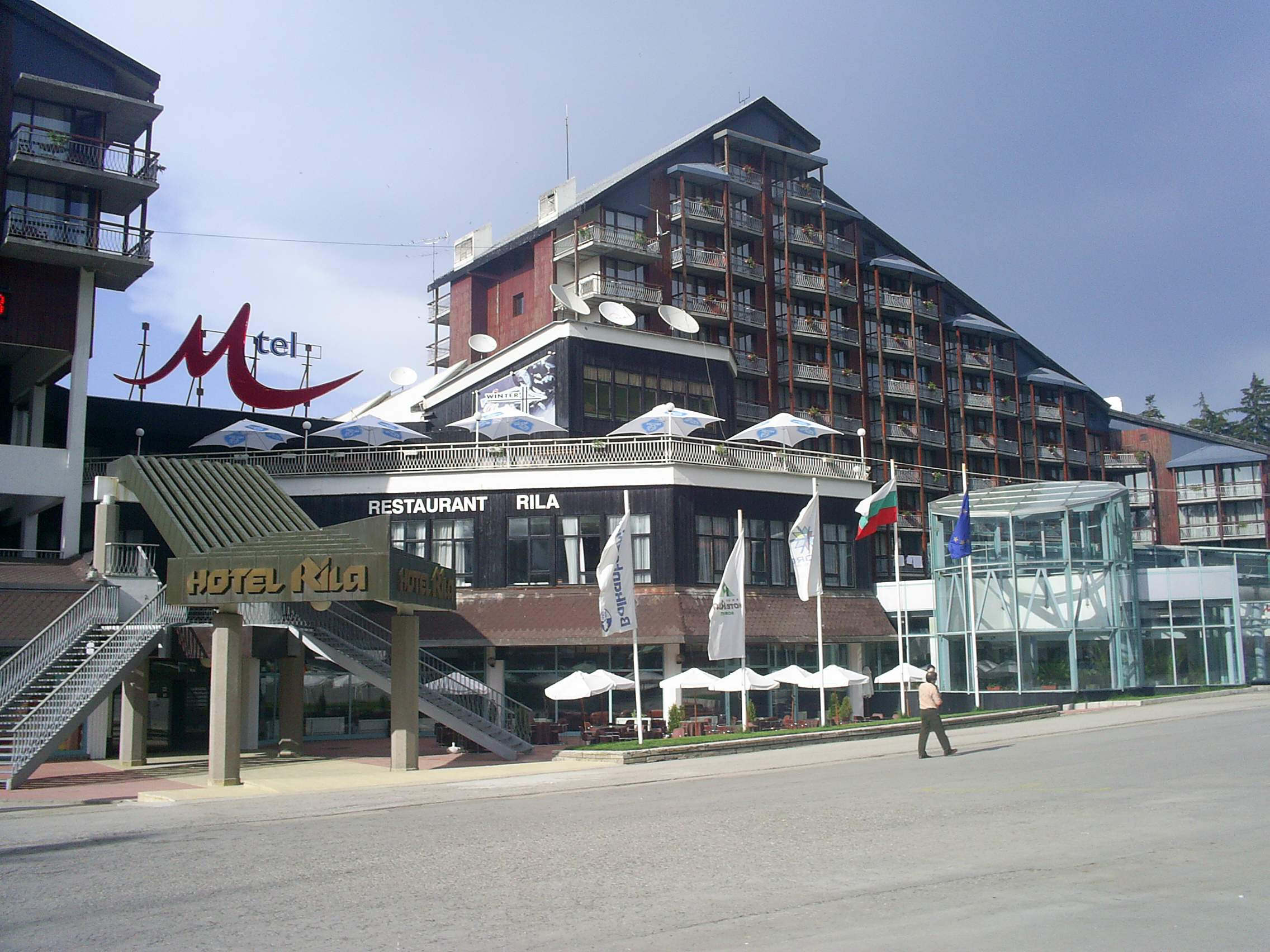
Hotel Rila in Borowez

Borowez (bulgarisch Боровец) ist ein Urlaubsort im Rila-Gebirge in Bulgarien. Er ist der größte und älteste Gebirgsurlaubsort in Bulgarien.
Bis zur Mitte des 20. Jahrhunderts war Borowez unter dem Namen Tscham korija (bulg. Чам кория) bekannt.
Borowez ist ein Urlaubsort, manchmal auch als Resort, Wintersportort, Ski-Komplex, Winterurlaubsort oder Höhenkurort bezeichnet. „Bor“ ist das bulgarische Wort für „Kiefer“. Auf Bulgarisch wird Borowez als „Kurort“ (bulg. курорт) bezeichnet. Das kann man aber nicht wörtlich ins Deutsche übertragen, da es sich nicht um einen klassischen Kurort handelt, in dem medizinische Therapien im Rahmen einer Kur (Badekur oder Trinkkur) durchgeführt werden.
1896 ließ Fürst Ferdinand I. vom Architekten Georgi Fingow dort seine Sommerresidenz Zarska Bistriza erbauen. Damit begann die Geschichte von Borowez, dem ältesten Erholungsort Bulgariens. Borowez war Ausgangspunkt für Jagdgesellschaften der bulgarischen Könige. Es wurde zum Jagdrevier und Sommersitz der bulgarischen Aristokratie. Unter anderem wurde auch Golf gespielt. Der Wintersport war damals fast unbekannt und kam erst später dazu. Der ehemalige Zarenpalast im Rilagebirge wurde nach 1944 verstaatlicht und war bis 1989 inoffiziell als Residenz des kommunistischen Staatsoberhaupt Todor Schiwkow bekannt.
Bis zur Mitte des 20. Jahrhunderts trug Borowez den Namen „Tscham korija“ (bulg. Чам кория). Dort gab es vorher keine Ortschaft. Bis heute hat sich dort keine Ortschaft entwickelt. Es ist ein reiner Hotelkomplex geblieben, wie beispielsweise auch am Schwarzen Meer die Erholungsorte Sonnenstrand und Goldstrand. Es gibt zwar einige Unterkünfte für Hotelangestellten, Geschäfte und eine Post, aber keine wirkliche Wohnbevölkerung.
In Borowez gibt es 26 Hotels der verschiedensten Kategorien und Feriendörfer mit 4200 Betten sowie eine Berghütte. Borowez gehört zu den Winterurlaubsorten in Bulgarien mit dem bestentwickelten System für Nachtleben. Während der kommunistischen Zeit gab es dort auch viele Betriebserholungsheime und Erholungsheime von Ministerien und Behörden.
Heute ist Borowez in Bulgarien der größte und bekannteste Wintersportort. Andere bekannte Wintersportorte sind Pamporowo (in den Rhodopen), Bansko (im Pirin), Schtastliweza (im Witoscha) und Usana (im Balkangebirge).
Borowez liegt an den Nordhängen des Rilagebirges, 1350 m über dem Meeresspiegel. Unmittelbar oberhalb von Borowez liegt ein ausgedehntes alpines Gebirgsmassiv mit dem 2925 m hohen Musala-Gipfel, dem höchsten Berg der Balkanhalbinsel.
Die bulgarische Hauptstadt Sofia liegt 73 km weiter nördlich. Plowdiw liegt 127 km weiter östlich. Die Hauptverbindungsstraße von Borowez führt nach Samokow, der nächsten Stadt. Samokow liegt 10 km nordwestlich von Borowez, auf 950 m Höhe. Borowez gehört zur Gemeinde Samokow. Das Dorf Mariza ist 12 km entfernt.
Die Telefonvorwahl von Borowez ist 0750.

## Skigebiete

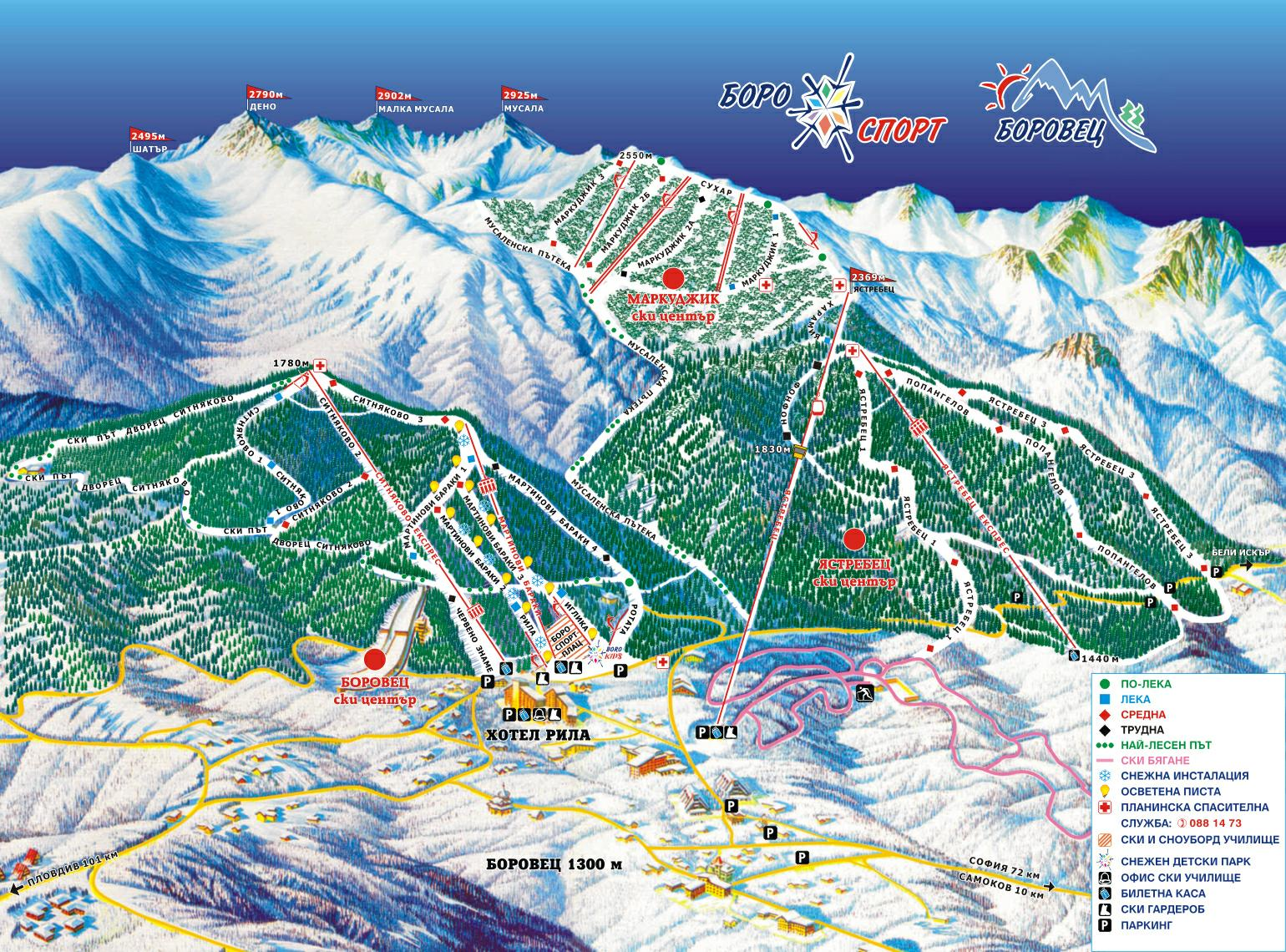
Skigebiet Borowez

Blick auf die Berghütte Musala, vom Musala-Gipfel kommend (ca. 1982)

In Borowez gibt es eine Vielzahl von Lifts und ein entwickeltes Netz von Loipen und Skipisten verschiedener Schwierigkeitsgrade. Die 58 km Pisten und Loipen sind auf drei verschiedene Skigebiete verteilt. Die Skilifte an den Pisten können ungefähr 155.000 Touristen pro Stunde bedienen.
Im Ort befindet sich außerdem die Musala-Schanze, eine 1967 errichtete Skisprunganlage, die heute nicht mehr in Betrieb ist.

### Sitnjakowo
Das erste Skigebiet besteht aus den Pisten von Sitnjakowo und Martinowi Baraki mit einer Gesamtlänge von 19 km, Schwierigkeitsgrade „blau“, „rote“ und „schwarz“, und umfasst 8 Pisten.

### Jastrebez
Das zweite Skigebiet ist das Gebiet Jastrebez (deutsch: Habicht), das 3 Pisten umfasst. Dort werden auch internationale Skirennen ausgetragen. Die Piste Jastrebez hat die höchste Klasse und ist für nationale Wettbewerbe geeignet. Die höchstgelegene Piste ist die Markudschik-Piste in 2560 m Höhe. Viele Skipisten führen bis nach Borowez hinunter. Die längste Piste ist 12 km lang.
Die Erschließung des Skigebietes Jastrebez begann 1981 mit dem Bau eines 5 km langen, für damalige bulgarische Verhältnisse sehr modernen Kabinenliftes. Die obere Station des Liftes reicht bis zur Berghütte Jastrebez (2369 m), die vorher nur in 4 Wegstunden von Borowez aus zu erreichen war. Vor dem Bau des Liftes war die Hütte, die keinen Stromanschluss hatte, und das ganze Gebiet sehr abgelegen, inmitten von unberührter Natur. Von der Berghütte Jastrebez gelangt man in einer Wegstunde zur Berghütte Musala (2430 m). Der Weg zwischen beiden ist sehr leicht und fast eben. Von der Berghütte Musala, die am Fuße des Berges Musala steht, gelangt man in zwei bis drei Stunden zum Gipfel.

### Markudschika
Das dritte Skigebiet ist Markudschika mit 4 Pisten. Es fällt von einer Höhe von 2550 Metern auf eine Höhe von 2145 Metern ab. Diese Pisten sind sehr anspruchsvoll. Die Abfahrten dienen zur Austragung von Riesenslalom-Wettbewerben.
Es gibt auch eine Flutlichtanlage, die das Skilaufen bei Dunkelheit ermöglicht. Die Schneedecke hält von Mitte November bis Mitte April, wobei sie im März am stärksten ist.
1981 und 1984 wurden in Borowez die Rennen zum Alpinen Skiweltcup ausgetragen und 1993 die Biathlon-Weltmeisterschaften.

## Skipisten
| Skipiste            | Schwierigkeit | Länge (in m) | Höhenunterschied (in m) |
| Sitnjakowo Skipiste | grün          | 6000         |                         |
| Sitnjakowo 1a       | blau          | 5800         | 400                     |
| Martinowi Baraki 5  | grün          | 5000         |                         |
| Sitnjakowo 1b       | rot           | 4000         | 230                     |
| Sitnjakowo 2        | rot           | 4000         | 250                     |
| Jastrebez 1         | schwarz       | 2300         | 860                     |
| Jastrebez 2         | rot           | 3000         | 650                     |
| Jastrebez 3         | rot           | 2350         | 617                     |
| Markudschik 2A      | rot           | 1300         | 280                     |
| Martinowi Baraki 3  | rot           | 1260         | 320                     |
| Markudschik 3       | rot           | 1240         | 390                     |
| Martinowi Baraki 4  | schwarz       | 1240         | 302                     |
| Markudschik 1       | rot           | 1220         | 220                     |
| Martinowi Baraki 1  | schwarz       | 1160         | 340                     |
| Martinowi Baraki 2  | rot           | 1160         | 280                     |
| Sitnjakowo 3        | rot           | 1000         | 220                     |
| Lawinata            | schwarz       | 830          |                         |
| Jastrebez           | schwarz       | 800          |                         |
| Markudschik         | grün          | 600          |                         |
| Borowez             | Langlauf      | 0            | 0                       |

### Sklilifte
| Skilift / Skipiste           | Typ         | Länge (in m) | Höhenunterschied (in m) |
| ---------------------------- | ----------- | ------------ | ----------------------- |
| Borowez - Jastrebez 1        | Gondelbahn  | 4827         | 1046                    |
| Borowez - Jastrebez          | 4-Sitzer    | 2050         | 609                     |
| Borowez - Sitnjakowo 1a      | 4-Sitzer    | 1902         | 516                     |
| Borowez - Martinowi Baraki 1 | 4-Sitzer    | 1209         | 313                     |
| Markujik 2A                  | Schlepplift | 1086         | 308                     |
| Markujik 3                   | Schlepplift | 1031         | 366                     |
| Markujik 1                   | Schlepplift | 903          | 223                     |
| Markujik 0 (Anfängerpiste)   | Schlepplift | 500          | 42                      |
| Martinowi Baraki 3           | Schlepplift | 200          | 50                      |
| Martinowi Baraki 2           | Schlepplift | 180          | 33                      |

### Super Borowez
Das Projekt „Samokow – Borowez – Beli Iskar“ (bulg. Проект-„Самоков-Боровец-Бели Искър“), auch „Super Borowez“ (bulg. Супер Боровец) genannt, ist mit einem Investitionsvolumen von 350 Mrd. Euro das größte und teuerste Investitions- und Bauprojekt Bulgariens. Borowez wird so vergrößert werden, dass es die benachbarten Städte Samokow und Beli Iskar mit einschließt. Insgesamt sollen 100 km Skipisten angelegt werden und Lifte mit einer Gesamt-Tageskapazität von 30.000 bis 35.000 Touristen gebaut werden. Hauptauftragnehmer ist die Firma Glawbolgarstroj (bulg. Главболгарстрой).
Das Bauvorhaben betrifft Borowez (1100 m ü. d. M.), Banderata (1460 m ü. d. M.), Gwardejska poljana (1620 m ü. d. M.) und Bjale poljana (1310 m ü. d. M.). Außerdem soll im Rahmen des Projektes die 80 km lange Autobahn „Rila“ zwischen Dupniza, Wakarel, Samokow und Witinja gebaut werden. Sie soll die Autobahnen „Hemus“, „Trakija“ und „Struma“ miteinander verbinden.
Das Projekt wird drei Bereiche umfassen:
Der erste Bereich, oder „Unteres Borowez“ (1100 m ü. d. M.), wird ein neues Baugebiet direkt außerhalb von Samokow und Paschaniza. Dieser Bereich wird preisgünstigere Touristenunterkünfte bieten und eine gute Transportanbindung an Borowez und die Skipisten in Borowez haben. Geplant sind 6000 bis 7000 Betten. In Beli Iskar und Sokolez sollen Hotels für 2000 bis 3000 Betten entstehen.
Der zweite Bereich, oder das eigentliche Borowez, wird aus dem bereits existierenden Borowez bestehen, das weiter ausgebaut werden wird. Dort wird es ungefähr 10.000 Hotelzimmer geben, das ist ungefähr so viel, wie Borowez auch bereits jetzt zur Verfügung stellt.
Der dritte Bereich, oder „Oberes Borowez“, wird aus 5-Sterne-Hotels bestehen und 2500 Betten umfassen und in der Gegend Gwardejska poljana (bulg. Гвардейска поляна) und Metscha glawa (bulg. Меча глава) liegen.
Das Bauprojekt begann 2004. Ursprünglich war geplant es bis 2009 abzuschließen, jedoch kam es zu verschiedenen Verzögerungen.
Unter anderem verzögerte der Mord an dem Bankier Emil Kjulew (bulg.Емил Кюлев) im Oktober 2005 das Megaprojekt. An seiner Stelle sind dann ausländische Banken bei der Finanzierung eingesprungen. Kjulew war Mehrheitsaktionär der Investitionsgesellschaft „Rila Samokow 2004“, die extra für die Planung, Finanzierung und Ausführung des Megaprojektes gegründet worden war. Kjulew hielt über seine Firma „Kontrakt 99“ 51 % an „Rila Samokow 2004“. die übrigen Anteile an „Rila Samokow 2004“ hält die Gemeinde Samokow (25 %; durch die Zurverfügungstellung von Grund und Boden), Glawbolgarstroj (16 %) und „Energokomplekt“ (8 %; eine Firma von „Rej Holding“).
Der erste Spatenstich fand am 8. Oktober 2007 statt.
Simeon Sakskoburggotski hat als Erbe des bulgarischen Zaren Boris III. vom bulgarischen Staat 1700 ha Wald rückübertragen bekommen, der im Gebiet des Bauprojektes liegt. Der Sultan von Oman ist ebenfalls in das Projekt involviert.
Von Naturschützern wird dieses Projekt stark kritisiert, da sich die geplanten Objekte im Nationalpark Rila befinden. Es werden große Waldflächen für das Projekt abgeholzt. Die Befürworter des Projektes behaupten, dass es nicht im Naturpark Rila liegt, auch wenn es geschützte Naturzonen betrifft.
Seit 2015 liegt das Projekt auf Eis.

## Wanderrouten
Borowez ist nicht nur als Wintersportort bekannt. Im Sommer bieten sich dort ebenso zahlreiche Erholungsmöglichkeiten, da der Ort Ausgangsort für viele Wanderrouten ins Rilagebirge ist. Die durchschnittliche Temperatur im Juli beträgt ca. 15 °C.
Von Borowez ist Ausgangsort für zahlreiche Wanderrouten in das Rilagebirge:
- zum Berg Sokolez – 3 Wegstunden, 6 km, 400 m Höhenunterschied
- zum Schwarzen Felsen (bulg. Черната скала; Transkription: Tschernata skala) – 3 Wegstunden, 5 km, 300 m Höhenunterschied, die Wanderroute führt am Fluss Mariza entlang zur Gegend Sokolez
- zum Gipfel Musala (mit 2925 m der höchste Berg Bulgariens) – die erste Wegstrecke kann mit der Bergseilbahn zurückgelegt werden, 6 Wegstunden von der oberen Station der Gondelbahn am Jastrebez; von Borowez bis zum Musala sind es 10 km Luftlinie
- zum Maljowiza (2729 m) und weiter zum Rilakloster. Vorzugsweise wird bis zur Maljowiza-Region mit dem Bus gefahren, so dass nur die Wegstrecke zum Rilakloster (7–8 Wegstunden) gelaufen wird. Vom Rilakloster erfolgt dann wieder die Rückfahrt mit dem Bus nach Borowez. (Es gibt auch andere mögliche Routen),
- zu den Sieben Rila-Seen (2300 m)
- zum Palast Sitnjakowo – 1,5 Wegstunden
- zur Berghütte Mariza – 4,5 Wegstunden

Im Rilagebirge bieten sich auch mehrtägige Wanderungen an, da ein ausgebautes Netz von Berghütten mit Übernachtungsmöglichkeiten zur Verfügung steht, auch wenn die Schlafsäle wenig Komfort bieten.